# Saint-Priest-la-Feuille
Saint-Priest-la-Feuille è un comune francese di 749 abitanti situato nel dipartimento della Creuse nella regione della Nuova Aquitania.

## Società

### Evoluzione demografica
Abitanti censiti